# St. Pankratius (Winterstettendorf)

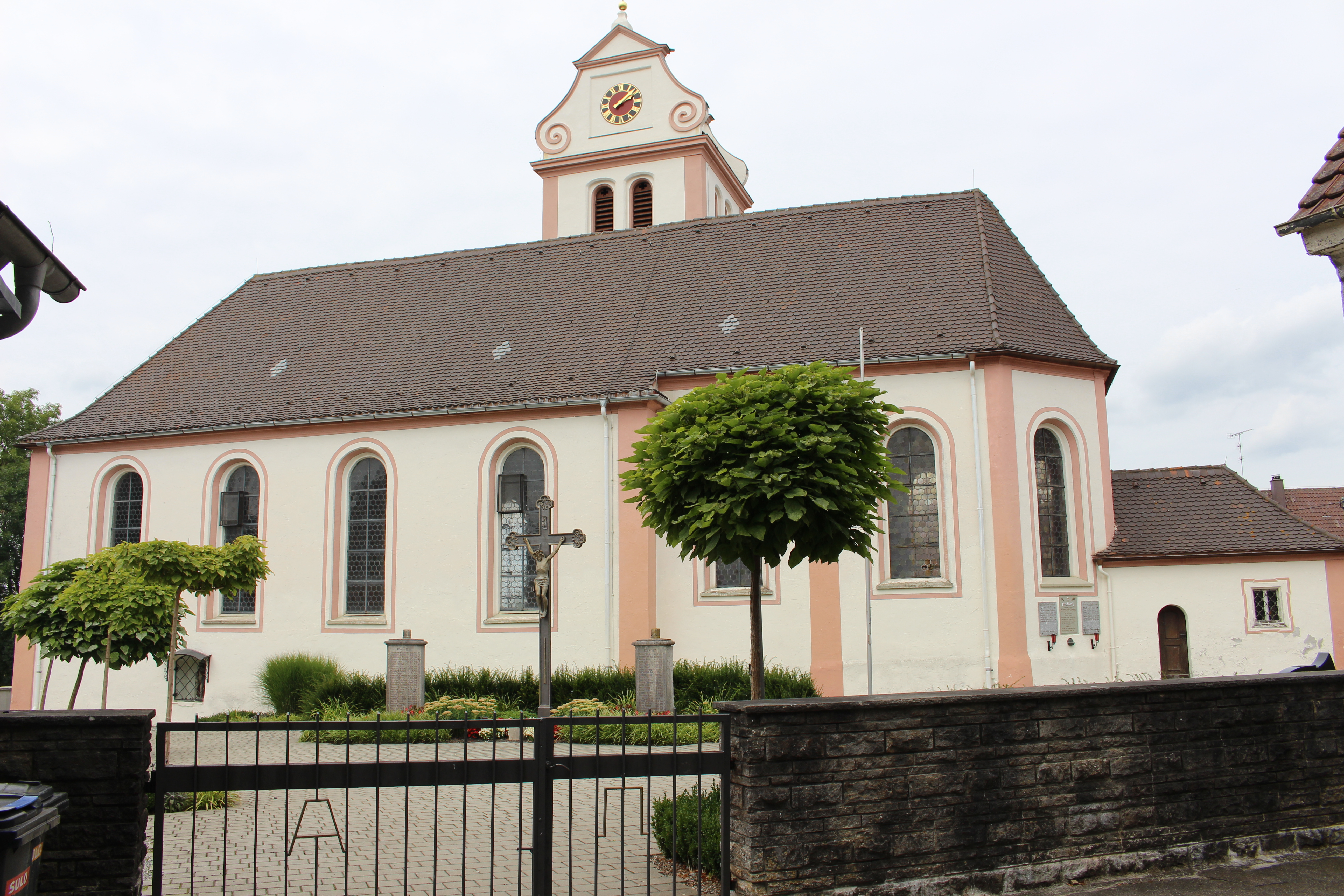
St. Pankratius in Winterstettendorf

Die römisch-katholische Pfarrkirche St. Pankratius steht in Winterstettendorf, einem Teilort von Ingoldingen im Landkreis Biberach in Baden-Württemberg. Die Kirchengemeinde gehört zur Diözese Rottenburg-Stuttgart. Das Bauwerk ist beim Landesamt für Denkmalpflege Baden-Württemberg als Baudenkmal eingetragen.

## Beschreibung
Die Saalkirche wurde 1749/59 nach einem Entwurf von Jakob Emele umgestaltet. Sie besteht aus einem Langhaus, einem eingezogenen, dreiseitig geschlossenen Chor im Osten, einem Chorflankenturm, der quer mit einem Satteldach zwischen Volutengiebeln bedeckt ist, an der Nordwand und der Sakristei an der Ostwand des Chors. 
Zur Kirchenausstattung gehören zwei Seitenaltäre, deren Altarretabel von Eustachius Gabriel bemalt wurden. Die Kanzel wurde 1728 von Georg Anton Machein gefertigt. Ein Relief mit der Darstellung der Heiligen Sippe wird Michael Zeynsler zugeschrieben. Die Orgel wurde 1932 von Reiser Orgelbau errichtet.